# Qiaojian
Qiaojian (kinesiska: 乔建镇, 乔建) är en köping i Kina. Den ligger i den autonoma regionen Guangxi, i den södra delen av landet, omkring 67 kilometer nordväst om regionhuvudstaden Nanning. Antalet invånare är 29291. Befolkningen består av 14 032 kvinnor och 15 259 män. Barn under 15 år utgör 24,0 %, vuxna 15-64 år 63 %, och äldre över 65 år 12,0 %.
Genomsnittlig årsnederbörd är 1 705 millimeter. Den regnigaste månaden är juli, med i genomsnitt 293 mm nederbörd, och den torraste är februari, med 32 mm nederbörd.